# Terra arável

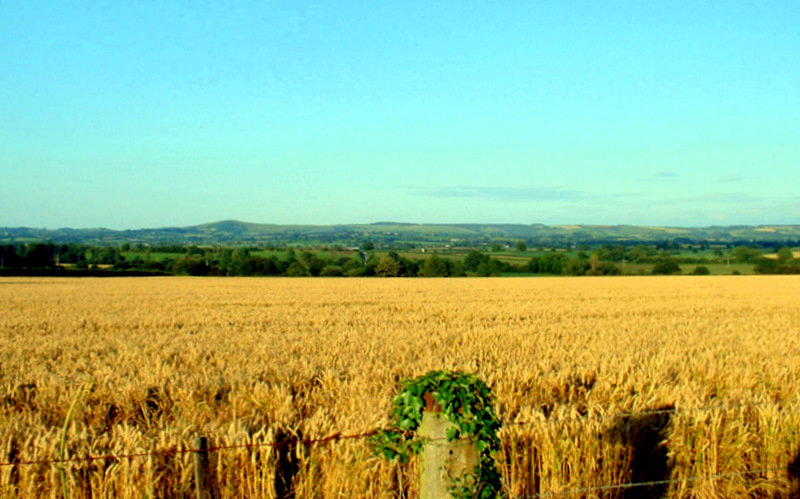
A agricultura moderna normalmente usa largos campos como esse em Dorset, Inglaterra.

Na geografia, terra arável (do Latim arare, araa) é um termo da agricultura, o que significa que a terra pode ser usada para o cultivo. O termo é distinto de "terra cultivada" e inclui todos os terrenos onde o solo e o clima é adequado para a agricultura, incluindo as florestas e campos naturais e as áreas abrangidas pela ocupação humana. De acordo com um relatório da Organização das Nações Unidas para a Alimentação e a Agricultura (FAO), a área de terra global sem restrições de fertilidade do solo é maior do que 31,8 milhões de quilômetros quadrados e uma área cultivável potencial total é de cerca de 41,4 milhões de quilômetros quadrados.
Embora limitada por massas de terra e pela topologia, a quantidade de terras aráveis, tanto regional quanto globalmente, flutua devido a fatores climáticos e humanos, como irrigação, desmatamento, desertificação, terraplenagem, aterro e expansão urbana. Os pesquisadores estudam o impacto dessas mudanças na produção de alimentos.
A parte mais produtiva de terras aráveis é onde sedimentos são deixados pelos rios e do mar em épocas geológicas. Nos tempos modernos, os rios geralmente não inundam o máximo de terra agrícola, devido às exigências de controle de inundações de apoio à agricultura intensiva necessária de uma terra densamente povoada.

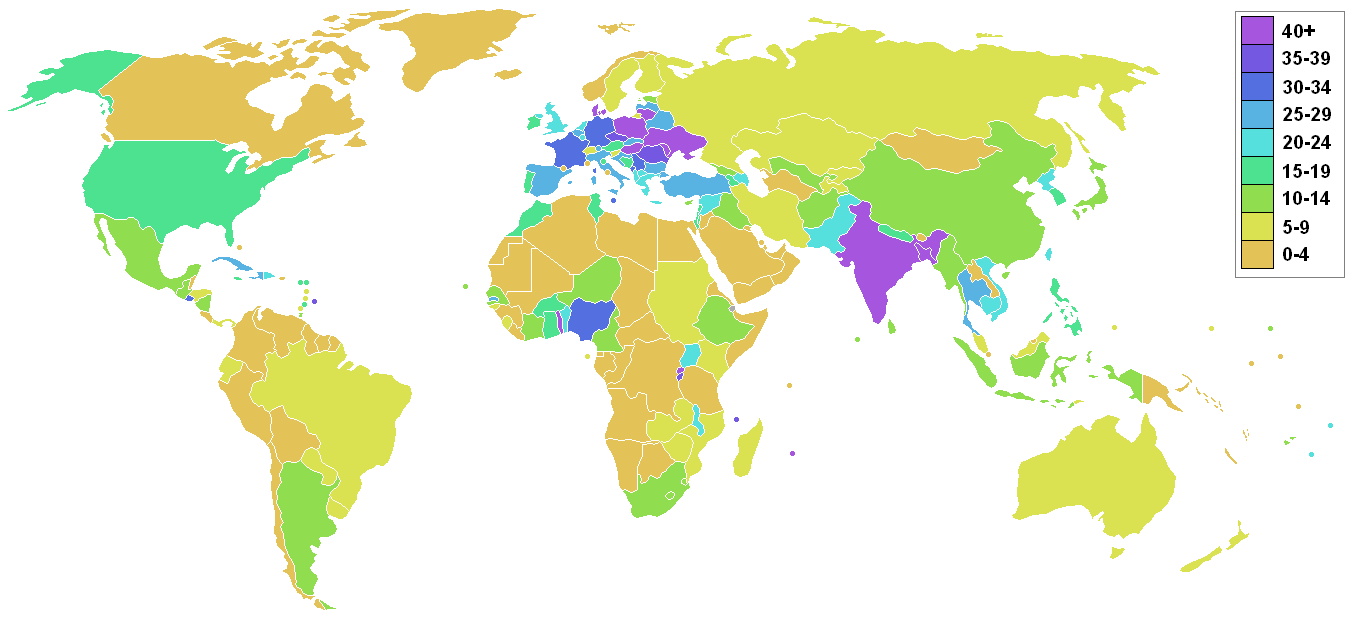
Mapa do percentual de terras aráveis do mundo.